# NGC 4523
NGC 4523 (другие обозначения — UGC 7713, IRAS12313+1526, MCG 3-32-68, ZWG 99.89, DDO 135, VCC 1524, PGC 41746) — галактика в созвездии Волосы Вероники.
Этот объект входит в число перечисленных в оригинальной редакции «Нового общего каталога».
В галактике вспыхнула сверхновая SN 1999gq типа II, её пиковая видимая звездная величина составила 14,5.